# Center for Advanced Internet Studies

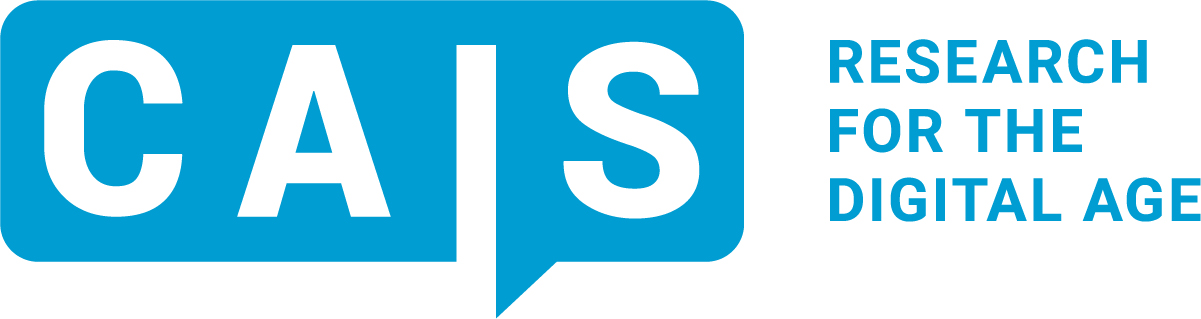
Research for the digital age (CAIS Logo)

Das Land Nordrhein-Westfalen fördert das Center for Advanced Internet Studies (CAIS) in Bochum seit April 2021 langfristig als zentrales Institut für Digitalisierungsforschung. Durch evidenzbasierte Lösungsvorschläge trägt das CAIS zur Gestaltung des digitalen Wandels im Interesse der Menschen bei. Das CAIS setzt sich mit der digitalen Transformation in ihren sozialen, politischen, wirtschaftlichen, kulturellen und technischen Facetten auseinander. Mit einem innovativen Forschungsinkubator werden gesellschaftlich relevante Themen identifiziert und in interdisziplinären Forschungsprogrammen untersucht. Durch evidenzbasierte Lösungsvorschläge trägt das CAIS zur Gestaltung des digitalen Wandels im Interesse der Menschen bei. Darüber hinaus möchte das CAIS den durch die Digitalisierung ausgelösten sozialen, politischen und wirtschaftlichen Wandel aktiv mitgestalten und den Dialog zwischen Wissenschaft und Gesellschaft fördern.

## Ausbau des CAIS zu einem Institut für Digitalisierungsforschung
Gegründet wurde das CAIS im November 2016 in der Rechtsform einer gemeinnützigen GmbH. Seit April 2021 wird das CAIS zu einem zentralen Institut für Digitalisierungsforschung ausgebaut und dauerhaft vom Land Nordrhein-Westfalen gefördert. Sein Trägerkreis besteht aus der Ruhr-Universität Bochum, der Universität Duisburg-Essen, der Heinrich-Heine-Universität Düsseldorf, der Westfälischen Wilhelms-Universität Münster, der Bergischen Universität Wuppertal, dem GESIS – Leibniz-Institut für Sozialwissenschaften, dem RWI – Leibniz-Institut für Wirtschaftsforschung und dem Grimme-Institut (Marl). Im Frühjahr 2017 nahm das CAIS in Bochum seine Arbeit auf und vergibt seitdem Fellowships an nationale und internationale Gastwissenschaftler im Bereich der Digitalisierungsforschung. Das Institut soll aktiv an der gesellschaftlichen und technologischen Gestaltung der digitalen Transformation mitwirken.
Im Frühjahr 2021 wurde eine engere Zusammenarbeit zwischen dem CAIS, dem Weizenbaum-Institut und dem Bayerischen Forschungsinstitut für Digitale Transformation beschlossen, um den wissenschaftlichen Nachwuchs besser zu fördern.

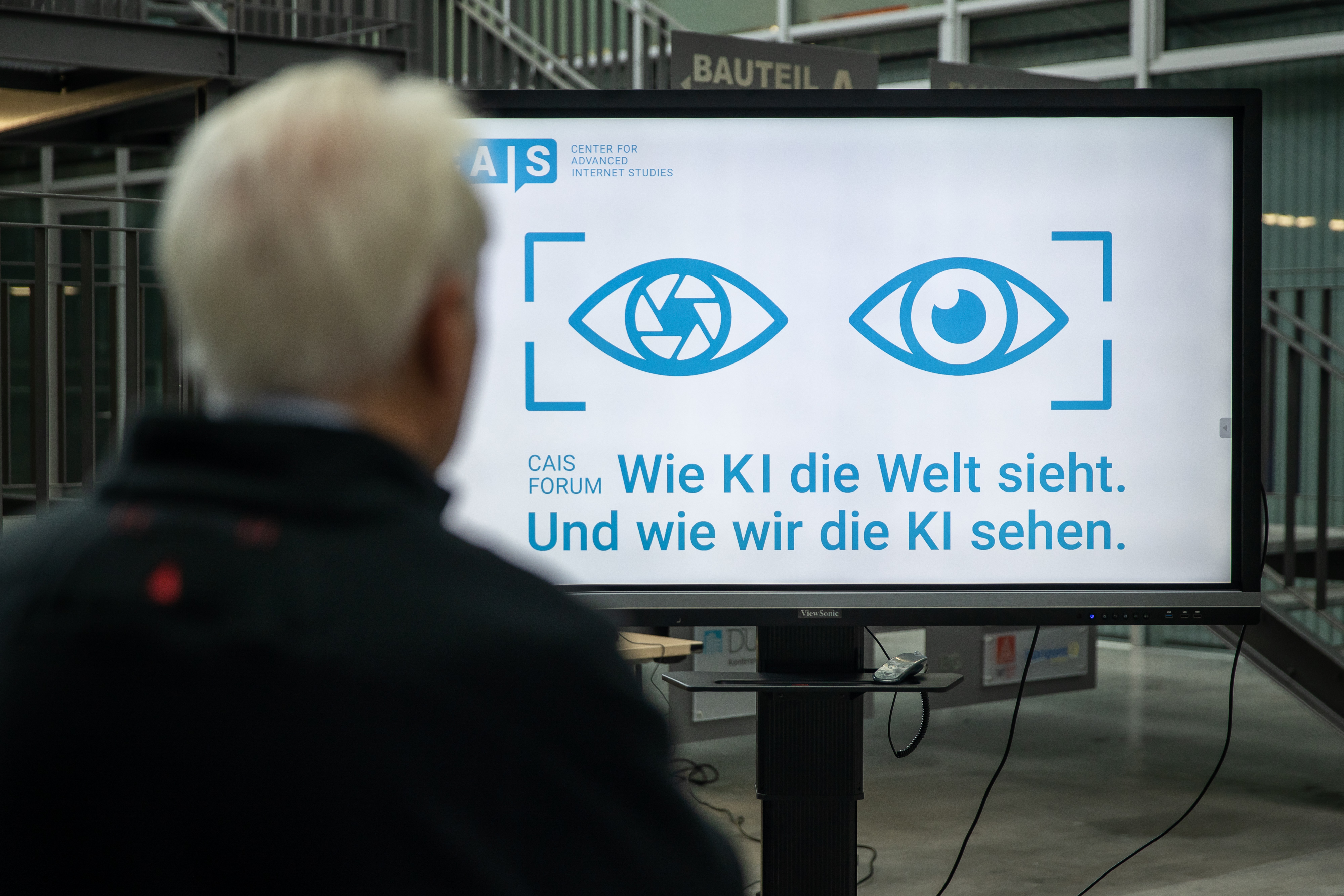
CAIS-Forum im Oktober 2019

## Forschungsförderung
Das CAIS bietet Fördermöglichkeiten für Fellows und Arbeitsgemeinschaften. Bewerben können sich Wissenschaftler und engagierte Persönlichkeiten aus der Praxis.
Gefördert werden auf Antrag innovative Projekte, die sich mit den gesellschaftlichen Chancen und Herausforderungen der digitalen Transformation befassen und Perspektiven für die Praxis entwickeln. Das Förderprogramm ist grundsätzlich offen für alle Disziplinen und Untersuchungsbereiche sowie für Grundlagenforschung und anwendungsorientierte Vorhaben. Ausschlaggebend für eine Förderung sind Exzellenz, Aktualität, Gesellschaftsrelevanz und fachübergreifende Anschlussfähigkeit der Vorhaben.
Fellows verbringen entweder sechs oder drei Monate in Bochum. In diesem Zeitraum finanziert das CAIS ihre Freistellung von anderen Aufgaben durch Kompensationszahlungen oder Stipendien. Modern ausgestattete Einzelbüros und Gruppenräume bieten optimale Arbeitsbedingungen. Von komfortablen Wohnungen, die mietfrei zur Verfügung gestellt werden, ist das CAIS in wenigen Minuten zu erreichen.
Die Fellows sind Teil der lebhaften interdisziplinären Forschungsgemeinschaft am CAIS und eines internationalen Netzwerks von Alumni, Arbeitsgemeinschaften und Kooperationspartner. Regelmäßige gemeinsame Aktivitäten fördern den wissenschaftlichen und sozialen Austausch am Center. Zu diesen Aktivitäten gehören das Frühstück am Dienstag, Kolloquium und Abendessen am Mittwoch sowie Dialogformate am Donnerstag, die von den Fellows nach Bedarf organisiert werden.
Arbeitsgemeinschaften bestehen aus zwei bis zwölf Mitgliedern von unterschiedlichen Standorten. Sie können bis zu drei Wochen am Stück in Bochum verbringen, oder für bis zu drei kürzere Aufenthalte am CAIS zusammenkommen. Das CAIS finanziert Reise- und Unterbringungskosten der Mitglieder und stellt modern ausgestattete Gruppenarbeitsräume zur Verfügung. Arbeitsgemeinschaftstreffen können grundsätzlich zwischen Januar und März und von Mitte Mai bis September durchgeführt werden.

## Interdisziplinäre Forschungsprogramme
Die Forschungsprogramme am CAIS verzahnen unterschiedliche Fächerwelten von den Sozial- und Geisteswissenschaften bis zur Informatik und erproben Forschungsergebnisse in der Praxis. Sie werden mit wechselnden Themen für jeweils fünf Jahre durchgeführt. Mit diesen fokussierten und zeitlich begrenzten Programmen kann das CAIS flexibel aufgesellschaftliche Bedarfe reagieren.
Digitale demokratische Innovationen
Das erste Forschungsprogramm des CAIS wird von Christoph Bieber geleitet. Im Mittelpunkt stehen die Veränderung der Demokratie in einer digitalen Gesellschaft und die Gestaltungsmöglichkeiten dieses Prozesses. Den Ausgangspunkt bildet das dynamische Wechselverhältnis zwischen datenorientiertem Staat und digitaler Zivilgesellschaft. Wie verändert sich politisches Entscheiden, wenn Abstimmungen oder Wahlen digital unterstützt werden? Wie wirken digitale Werkzeuge und neue Räume der Kommunikation auf die Teilhabe der Bürger? Diese und weitere Fragen bearbeitet ein interdisziplinäres Team mit Blick auf die gemeinwohlorientierte Verwendung der neuen Technologien.
Bildungstechnologien und Künstliche Intelligenz
Unter der Leitung von Nikol Rummel ist im Sommer 2022 das zweite Forschungsprogramm am CAIS gestartet. Das Programm untersucht, wie die Potenziale der Digitalisierung in Bildungskontexten produktiv genutzt werden können. Ein erster Forschungsschwerpunkt betrifft Fragen der Gestaltung und technischen Umsetzung digitaler Lernumgebungen. Der zweite Schwerpunkt fokussiert die Lehrenden und die Herausforderungen sowie Chancen des Lehrens in solchen Umgebungen. Ein dritter Forschungsschwerpunkt nimmt den „Smart Classroom of the Future“ in den Blick. Ziel ist dabei die Erforschung eines flexiblen und dynamischen Zusammenspiels von Lernenden, Lehrenden und Bildungstechnologien zur optimalen Unterstützung von Lernprozessen.

## Abgeschlossene Forschungsprojekte
Seit Anfang 2020 wurden am CAIS verschiedene Forschungsprojekte durchgeführt. Diese untersuchten unterschiedliche Aspekte der digitalen Transformation.
Unter dem Dach des Forschungsinkubators sind bislang sechs Projekte zusammengefasst. Sie stellen Fragen zu Künstlicher Intelligenz, Nachhaltigkeit, Open Science und Wissenschaftskommunikation. Die Forschungsteams sind an verschiedenen Partner-Einrichtungen sowie am CAIS selbst angesiedelt. Im Forschungsinkubator fördert das CAIS die interdisziplinäre Zusammenarbeit der Projekte und erprobt Formen und Instrumente einer agilen Wissenschaft.
Die Projekte im Einzelnen:
- Meinungsmonitor Künstliche Intelligenz (Forschungspartner: Heinrich-Heine-Universität Düsseldorf)[14]
- Künstliche Intelligenz in Staat und Verwaltung (Forschungspartner: Deutsche Universität für Verwaltungswissenschaften Speyer)
- KI-Governance: Künstliche Intelligenz als Gegenstand politischer Steuerung (Forschungspartner: Universität Duisburg-Essen)
- Digitalisierung nachhaltigen Verhaltens (Forschungspartner: RWI Essen)
- Open Science: Neue Chancen für die Beziehung zwischen Forschenden und Beforschten? (Forschungspartner: GESIS, Köln)
- Wissenschaftskommunikation in der Digitalisierungsforschung (Center for Advanced Internet Studies)

## Nachwuchsförderung
PhDnet@CAIS: Das CAIS fördert zudem die Ausbildung und Vernetzung von Promovierenden, die sich mit den individuellen und gesellschaftlichen Folgen der Digitalisierung beschäftigen. Dies geschieht im Rahmen des interdisziplinär angelegten PhDNet. Promovierende können dort über Fachgrenzen hinweg Kontakte aufbauen, Erfahrungen austauschen und praktische Kompetenzen erwerben (etwa im Bereich der digitalen Methoden).
Qualifikationsprogramm Digitalisierungsforschung: Grundlegende Kompetenzen im Themenfeld Digitalisierung sind für Forschende aller Disziplinen ein wichtiger Baustein in ihrer Karriereplanung. Die drei deutschen Institute für Digitalisierungsforschung – das Bayerische Forschungsinstitut für digitale Transformation (bidt), das Center for Advanced Internet Studies (CAIS) und das Weizenbaum-Institut für die vernetzte Gesellschaft – bieten ihren Promovierenden und Postdocs dafür ein gemeinsames, interdisziplinäres Qualifikationsprogramm an.

## Abteilung Research Data & Methods
Die Abteilung Research Data & Methods (RDM) hat zwei Kernaufgaben: Zum einen unterstützt sie die Forschenden am CAIS in den verschiedenen Phasen ihrer Arbeit. Zum anderen forscht sie selbst zum Themenkomplex Methoden, Forschungsdatenmanage-
ment und Open Science. Die Forschungsunterstützung deckt alle Phasen des Forschungszyklus ab und legt dabei einen besonderen Fokus auf Studienplanung und Datenerhebung sowie die Veröffentlichung von Ergebnissen und Daten. Eigene Forschungsschwerpunkte sind allgemeine Theorien und Methoden im Umgang mit digitalen Verhaltensdaten sowie die spezifischen Motivationen, Praktiken und Bedürfnissen von Forschenden im Kontext der Digitalisierungsforschung.

## Wissenschaftskommunikation
Das CAIS beteiligt sich aktiv an der öffentlichen Auseinandersetzung mit den gesellschaftlichen Chancen und Herausforderungen der Digitalisierung. Durch die Forschungskommunikation trägt das CAIS dazu bei, die politischen und gesellschaftlichen Debatten zu bereichern und sachlich zu fundieren. Das Team der Wissenschaftskommunikation initiiert den Dialog mit Vertretern aus Politik, Wirtschaft und Zivilgesellschaft und unterstützt so die evidenzbasierte Gestaltung der Digitalisierung in unterschiedlichen Gesellschaftsbereichen. Es setzt auf einen Austausch auf Augenhöhe und wählt innovative Wege und digitale Formate – von Workshops, über Social-Media-Kanäle bis hin zum Podcast CAISzeit und Livestreams.